# Circo romano de Mérida
El circo romano de Mérida es un antiguo recinto para carreras de carros que construyeron los romanos en la colonia romana de Augusta Emerita —actual Mérida— a principios del siglo I d. C., pocas décadas después de la fundación de la ciudad. Erigido extramuros de la ciudad y con una planta ovalada de unos 440 m de longitud por 115 m de ancho, este circo fue uno de los más importantes de todo el Imperio Romano después el Circo Máximo de Roma. Con la oficialización del cristianismo en el siglo IV d. C. comenzó el declive de los espectáculos en el circo, pero se cree que estuvo en uso hasta el siglo VI. Después de muchos siglos de abandono, del edificio se conservan las ruinas de sus cimientos, que dejan adivinar sus dimensiones, aunque es uno de los pocos recintos de este tipo que se pueden contemplar en toda su planta. Desde 1993, el circo es Patrimonio de la Humanidad según la Unesco como parte del Conjunto arqueológico de Mérida.

## Historia
Las carreras que se desarrollaban en el circo, junto con los espectáculos del anfiteatro, eran los dos tipos de espectáculos que más gustaban al pueblo romano. Con frecuencia dichos espectáculos los financiaban personajes adinerados pertenecientes a la clase dirigente para conmemorar algún evento o con fines electorales o propagandísticos.
Este circo es el mayor edificio que levantaron los romanos para espectáculos públicos en la colonia de Augusta Emérita, por su extensión y capacidad de espectadores, y uno de los más importantes de todo el Imperio. Además es uno de los pocos circos romanos que todavía hoy pueden contemplarse en toda su planta. Por la magnitud de sus proporciones se levantó extramuros de la ciudad, a unos 400 metros de distancia del otro gran complejo de edificaciones para espectáculos de la colonia, el formado por el teatro y el anfiteatro. El edificio aprovecha en parte una suave pendiente del terreno y el fácil acceso que le proporciona la cercana calzada que salía de la ciudad en dirección a Corduba y Toletum. Su construcción debió iniciarse a principios del siglo I d. C., durante la época de Tiberio, muy pocas décadas después de la fundación de la ciudad.
Es muy posible que con la implantación oficial de la religión cristiana en todo el Imperio romano comenzase el declive de los espectáculos en el circo. Aunque los concilios de Elvira y Arlés, celebrados a comienzos del siglo IV d. C., prohibían expresamente las profesiones de aurigas y cómicos, también se ha documentado, por una inscripción hallada junto a las carceres, la reforma que se efectuó en el circo para evitar su derrumbe en tiempo de uno de los hijos del emperador Constantino I, entre 337 y 340. En esta inscripción además se aclara que se llenó de agua, quizá para celebrar los simulacros de combates navales llamados naumaquias, cuestión que no creen posible muchos investigadores.
No se conoce la época exacta hasta la que se utilizó el circo de Augusta Emérita, quizá hasta el siglo VI d. C., época en que se fecha el fallecimiento del auriga Sabiniano según su lápida sepulcral en la basílica de Casa Herrera. La pasión por este tipo de espectáculos quedó reflejada en abundantes obras de arte pictóricas, escultóricas, cerámicas, musivarias o de orfebrería, en las que vemos a los aurigas celebrando con la palma de la victoria, a sus carros y a sus caballos, algunos con sus nombres propios. Entre todos los aurigas destacó el lusitano Cayo Apuleyo Diocles, que fue el mejor conductor de carros de toda la historia de la Antigua Roma y seguramente comenzara su carrera en el circo emeritense.

## Descripción

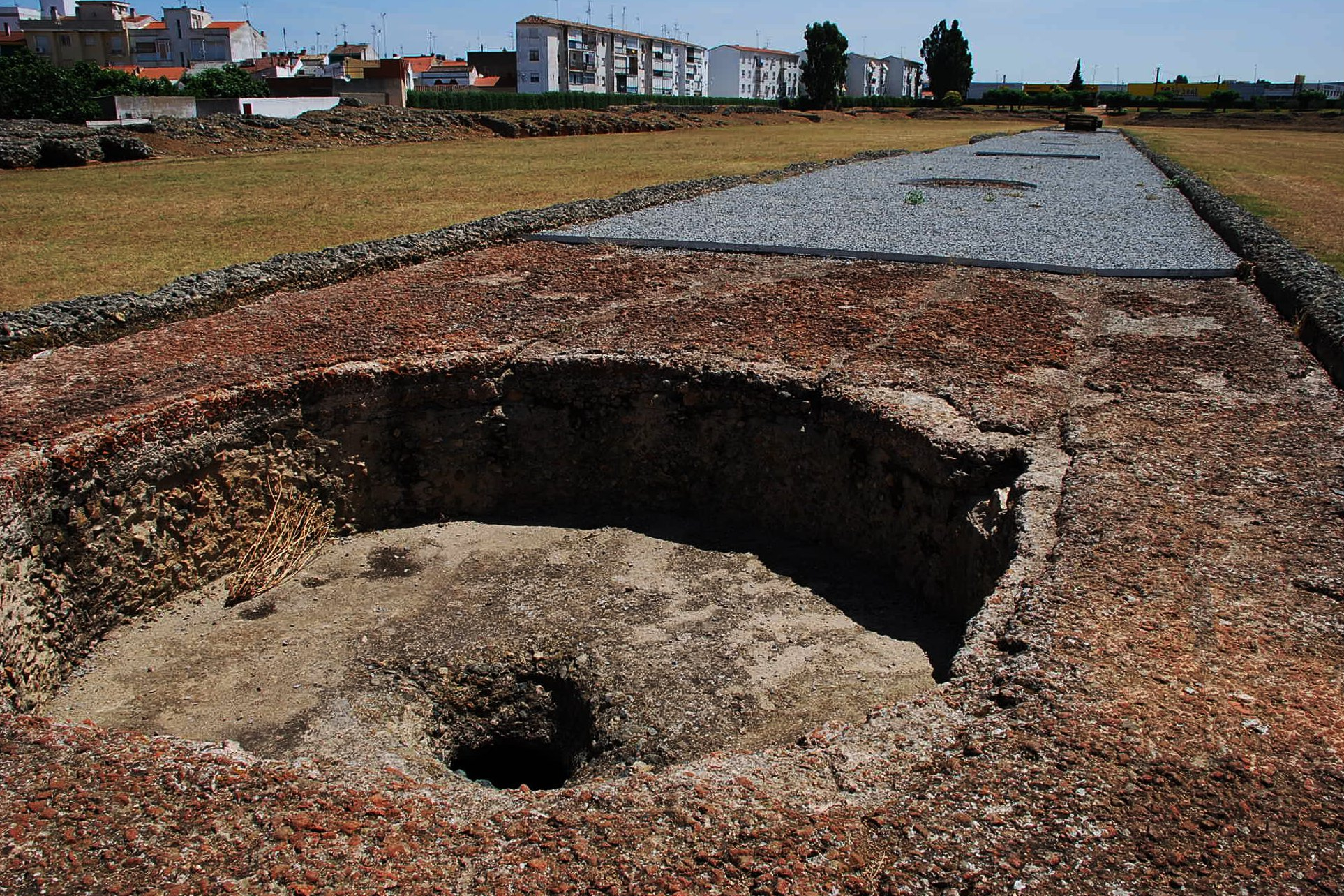
La espina del circo emeritense.

Su enorme planta mide unos 440 m de largo por 115 m de ancho y responde al modelo común de este tipo de obras romanas, con una forma de óvalo alargado orientado de este a oeste y compuesto por dos lados mayores paralelos y dos menores, uno que se cierra en semicírculo y otro que lo hace en una línea más recta curvada en sus extremos. La fachada se hallaba en su extremo oeste, el menos curvo, y en su momento estuvo recubierta de granito y realzada con una decoración a base de pilastras adosadas del mismo material.
Las gradas tenían capacidad para unos 30 000 espectadores, es decir, la práctica totalidad de los habitantes de la ciudad en época imperial, y estaban distribuidas de forma clásica en tres sectores: ima, media y summa cavea. Las gradas se levantaban sobre un alto podio en sus dos lados mayores, aprovechando la pendiente del terreno en su sección sur y elevado encima de bóvedas en la sección norte. En el siglo XIX el francés Alexandre de Laborde llegó a distinguir once filas de gradas, aunque en la actualidad su avanzado deterioro, producto en gran parte del saqueo secular de sus piedras, hace muy difícil adivinar su número original. En los lugares más destacados y con mejor visibilidad se ubicaban las tribunas para autoridades y jueces.
La arena, con unos 30 000 m² de superficie, era la pista de carreras. Queda dividida en dos mitades por la espina, una plataforma de una longitud de 240 m y una anchura de 8,5 m en torno a la que daban vueltas los carros tirados por dos caballos —bigas— o por cuatro —cuadrigas—. Cada prueba constaba generalmente de siete vueltas y las metas se ubicaban en los vértices de la espina. Era en esta espina donde se concentraba la decoración del conjunto a base de esculturas y obeliscos, pero de ellos en el edificio emeritense no quedan más que sus cimientos.
En el centro de uno de los lados menores, el del oeste, se encontraba la porta pompae, lugar de salida de las procesiones previas a las carreras en las que intervenían músicos, sacerdotes, imágenes religiosas y los propios aurigas que iban a competir ese día. A ambos lados de esta puerta se distribuían las carceres, las cocheras de los carros, que en este circo eran doce, seis a cada lado, y que estaban separadas por pilares cuadrangulares.